# Terremoto di Agadir del 1960
Il terremoto di Agadir (زلزال أكادير 1960), nel Sud del Marocco, accadde il 29 febbraio 1960 alle 23:40. La scossa durò 15 secondi, con magnitudo 5,7 sulla scala Richter.

## Il terremoto
Nei quartieri di Fonti, Yachech e della casba, tutti gli edifici furono distrutti o seriamente danneggiati, e il 95% della popolazione di queste zone rimase sepolto sotto le macerie. Nel quartiere di Talborjt gli edifici furono distrutti o gravemente danneggiati al 90%, mentre la città nuova e il lungomare furono relativamente risparmiati, restando distrutti al 50%.
Il sisma fece da 12 000 a 15000 morti, cioè circa un terzo della popolazione, e circa 25 000 feriti.
Quello di Agadir è stato il terremoto più distruttivo e mortale della storia del Marocco. È stato anche il sisma di magnitudine "moderata" (cioè con una magnitudo inferiore a 6) più distruttivo del XX secolo, se confrontato al terremoto in Mongolia del 4 dicembre 1957, che nonostante una magnitudo di 8,1 fece pochissime vittime.
La gravità dei danni è attribuita al fatto che l'epicentro della scossa si situò esattamente sotto la città, e anche alla scarsa resistenza delle costruzioni antiche. La città sembrava non essere stata storicamente esposta a terremoti, e fu solo dopo ricerche storiche che ci si rese conto che essa, conosciuta all'epoca con il nome del forte portoghese di Cabo de Gué, era stata già distrutta da un terremoto nel 1731 (ciò che, a posteriori, spiegava senza dubbio la data 1746 incisa sul frontone della porta dell'antica casba).

## Conseguenze
Nelle ore successive al sisma, furono i marinai della vicina base aeronavale francese a portare aiuto ai circa 30 000 sopravvissuti. La vicinanza di questa base che non aveva praticamente subito danni, il rapido arrivo della squadra francese del Mediterraneo insieme a una squadra olandese-italiana, consentirono di avviare rapidamente i soccorsi ai sopravvissuti. Due giorni dopo, la città fu evacuata per evitare la diffusione di malattie. Le ricerche continuarono per un certo periodo, soprattutto per identificare i corpi, ma sul bilancio umano del disastro rimase una grande incertezza.
Già all'indomani il re Mohammed V e il suo consiglio dei ministri crearono una commissione per la ricostruzione affidata al principe ereditario Hassan II. Per diminuire il rischio sismico (Agadir era letteralmente costruita sulla faglia sismica) si decise rapidamente che la nuova città sarebbe stata ricostruita un po' più a sud, abbandonando i quartieri situati a nord dell'uadi Tildi, la casba, Founti, Yachech, Talborjt, divenuti non più edificabili. La prima pietra del cantiere fu posata dal re il 30 giugno 1960, quando i lavori di rimozione delle macerie erano appena cominciati.